# Bautasteine von Erland
Die Bautasteine von Erland (norwegisch Bautasteinene på Erland) stehen auf dem namengebenden Hof, westlich von Skjoldastraumen bei Haugesund im Fylke Rogaland in Norwegen. 
Auf dem Bauernhof stehen sieben Bautasteine in Form eines Pfluges angeordnet aus der skandinavischen Eisenzeit. Das Gebiet ist voll mit Grabhügeln, nach Göttern benannten Hügeln, einer Höhle mit archäologischen Funden. Die sieben Steine bilden eine sehr seltene Ansammlung. Bautasteine stehen gewöhnlich alleine oder zu zweit in Verbindung mit Gräbern. Erland war möglicherweise bereits in der frühen Eisenzeit, etwa 500 Jahre v. Chr. ein religiöser Versammlungsort.
In der Nähe stehen der Resastaven und die Bautasteine von Grinde.